# 石はやっぱりカタイ
『石はやっぱりカタイ 』（いしはやっぱりかたい）は、1987年7月25日にリリースされたC-C-Bの7枚目のアルバムである。

## 解説
- 初期メンバーの関口誠人が同年4月に脱退し、メンバーが4人になって初めてのスタジオ・アルバム。
- レコーディングは1987年の2月から始まっていたものの、笠浩二の緊急入院等でスケジュールが大幅に遅れ、トラックダウンが終了したのは6月29日であった[注 1]。
- 宣伝用のポスターは、メンバーの姿の部分が立体加工を施され盛り上がっている、通称「もっこりポスター」。都心の主要駅に掲示する旨をラジオ番組で明らかにしたところ、翌日早々から駅にファンが押しかけ、貼ったそばから立体部分を触って凹ませてしまったり、持ち去るという暴挙が続発した（紛失した後には、ごく普通の平面のポスターが貼られた）。
- 2015年1月21日、ユニバーサルミュージックよりSHM-CDで再発売（本アルバムを含むC-C-Bのオリジナルアルバム9作品が同時リリースされた）。

## 収録曲
| #   | タイトル                                    | 作詞     | 作曲     | 編曲                         | 時間 |
| --- | ------------------------------------------- | -------- | -------- | ---------------------------- | ---- |
| 1.  | 「B・I・N・G・O」                           | 渡辺英樹 | 渡辺英樹 | 大谷和夫・C-C-B              | 4:05 |
| 2.  | 「風のラリー」                              | 柳川英巳 | 米川英之 | 米川英之                     | 3:44 |
| 3.  | 「展覧会の絵」                              | 川村真澄 | 笠浩二   | 大谷和夫・C-C-B              | 4:32 |
| 4.  | 「笑顔のままで」                            | 渡辺英樹 | 渡辺英樹 | 米川英之                     | 4:18 |
| 5.  | 「HARD ROCK dream」                         | 渡辺英樹 | 米川英之 | 米川英之                     | 3:14 |
| 6.  | 「2 Much, I Love U.（やっぱりカタイ-Mix）」 | 松本隆   | 筒美京平 | 大谷和夫・C-C-B              | 3:30 |
| 7.  | 「Telephone」                               | 渡辺英樹 | 田口智治 | 田口智治                     | 3:46 |
| 8.  | 「C-Moonセレナーデ」                        | 渡辺英樹 | 渡辺英樹 | 田口智治・米川英之・大谷和夫 | 4:05 |
| 9.  | 「青いブランケット」                        | 松本隆   | 米川英之 | 米川英之                     | 4:17 |
| 10. | 「ROSE&PAIN」                               | 川村真澄 | 笠浩二   | 大谷和夫・C-C-B              | 4:02 |
| 11. | 「Cherry Forest」                           | 松本隆   | 田口智治 | 田口智治                     | 4:39 |

### Plus版
1994年10月26日に再発されたPlus版はボーナストラックとして以下の曲を収録している。
| 全編曲: C-C-B、大谷和夫。 |                                   |          |          |      |
| #                         | タイトル                          | 作詞     | 作曲     | 時間 |
| 12.                       | 「2 Much, I Love U.〜Single Mix」 | 松本隆   | 筒美京平 | 3:31 |
| 13.                       | 「夢の中でおやすみ」              | 川村真澄 | 筒美京平 | 4:23 |
| 14.                       | 「原色したいね」                  | 松本隆   | 渡辺英樹 | 3:57 |

## 楽曲解説
1. B・I・N・G・O
2. 風のラリー
3. 展覧会の絵
詳しくは『展覧会の絵』を参照。
4. 笑顔のままで
前作のオリジナル・アルバム『愛の力コブ』に収録している『悲しすぎるね』のアンサーソング[要出典]。
5. HARD ROCK dream
6. 2 Much, I Love U.（やっぱりカタイ-Mix）
10thシングル『2 Much, I Love U.』のアルバムリミックスバージョン。
7. Telephone
ライブでは渡辺英樹が立ちボーカルスタイルを披露した。ベースギターは持たず、使用した楽器はRolandのオクタパッドのみ。
8. C-Moonセレナーデ
9. 青いブランケット
10. ROSE&PAIN
11. Cherry Forest
ライブでは田口、米川、渡辺がキーボードを演奏し、笠は楽器を持たず渡辺とボーカルを担当した。